# Parti démocrate-chrétien du Chili
Pour les articles homonymes, voir Parti démocrate chrétien.

Drapeau du Parti démocrate-chrétien du Chili.

Le Parti démocrate-chrétien du Chili (en espagnol : Partido Demócrata Cristiano de Chile) est un parti politique chilien d'orientation sociale-chrétienne fondé en 1957. Il est membre de l'Organisation démocrate-chrétienne d'Amérique et de l'Internationale démocrate centriste.
Les positions changeantes de la DC entre la droite et la gauche, de 1958 à 1973, combinées à sa résistance à la formation d’alliances partisanes sont, selon de nombreux analystes, des facteurs majeurs du coup d’État militaire et de la dynamique instable du système de partis qui l’a précédé. À partir du début des années 1980, la Démocratie chrétienne devint, dans l'opposition, l’acteur central pour les négociations vers la transition démocratique au Chili. Durant les années 1990, le PDC est le parti dominant de la Concertation des partis pour la démocratie, l'alliance gouvernementale. Ainsi, depuis le retour à la démocratie, les deux premiers présidents du Chili entre 1990 et 1999 furent Patricio Aylwin et Eduardo Frei Ruiz-Tagle, deux démocrates chrétiens.

## Origines
Les origines du PDC remontent au parti conservateur (PC), lié organiquement à l’Église catholique. Au début des années 1930, le PC se scinda entre les traditionalistes et les sociaux-chrétiens. Influencée par la doctrine sociale de l’Église, estimant également que le PC était trop lié aux intérêts économiques dominants, les sociaux-chrétiens formèrent la Phalange nationale (Falange Nacional), fondé à son origine comme le mouvement de jeunesse du Parti conservateur. Influencé d'abord par l'Estado Novo et les régimes catholiques autoritaires, le FN opéra un virage à gauche sous l'influence du maritainisme, soutenant la candidature de Juan Antonio Ríos (gauche) lors des élections présidentielles de 1942 puis celle du conservateur Eduardo Cruz-Coke (en) en 1946, s'opposant par ailleurs à l'interdiction du Parti communiste.
En 1949, le parti conservateur résiduel connut un second schisme qui aboutit à la formation du Parti conservateur social-chrétien et du Parti conservateur traditionaliste.
Le 28 juillet 1957, la Phalange nationale, le Parti conservateur social-chrétien et quelques partis mineurs s'unirent pour former le parti démocrate-chrétien et soutenir la candidature de Eduardo Frei Montalva. Jaime Castillo Velasco devint le principal idéologue du parti, qui embrassait les postures de la Déclaration de Montevideo (1947) de l'Organisation démocrate-chrétienne d'Amérique (ODCA): « troisième voie » entre communisme et capitalisme, individualisme et collectivisme; acceptation de la laïcité et de la création d'un parti non confessionnel, inspiré par l'humanisme de Maritain.

## Historique

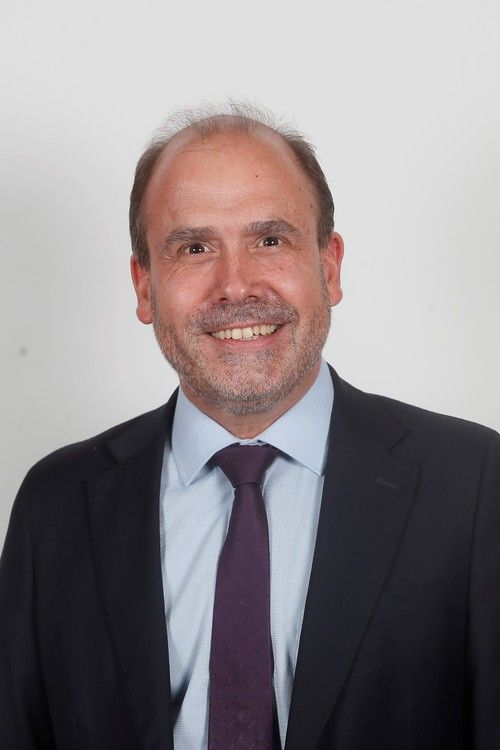
Alberto Undurraga, président du PDC depuis 2022.

Pour les élections de 1964, Lyndon B. Johnson alloue à la CIA un budget de trois millions de dollars pour assurer la victoire de Frei, dont un million et demi sont directement versés au Parti démocrate-chrétien . Frei est élu président de la république avec 55,6 % des voix avec le soutien de l'ensemble des partis de droite contre 38,6 % à Salvador Allende.
Aux élections parlementaires, la DC récoltait 42,3 % des votes. Mais la coalition de centre-droite explose à la suite du déplacement vers la gauche d'Eduardo Frei engagé dans une stratégie visant à faire du PDC le parti dominant de l'échiquier politique chilien en tentant d'effectuer une percée au sein de l’électorat du bloc de gauche. Dans le cadre d'un programme intitulé « révolution en liberté », le gouvernement démocrate-chrétien nationalise le cuivre, la plus importante matière première produite au Chili, lance une réforme agraire, qui mine le pouvoir social de l’élite rurale acquis à la droite, ainsi qu'une réforme universitaire, organise des associations dans les quartiers populaires et adopte un discours critique à l’égard du capitalisme.
La droite, représentée par le parti national, se dissocie du PDC et fait campagne contre lui lors des élections de 1970. Par ailleurs, en 1969, la gauche du parti scissionne pour créer le Movimiento de Acción Popular Unitaria (MAPU). Isolé, le PDC forme alors à lui seul un bloc du centre, confiant de préserver sa position dominante. Pour se distinguer du discours nouvellement gauchisant des démocrates chrétiens, les partis du bloc de gauche entament à leur tour une surenchère idéologique.
Pour empêcher la progression électorale de la coalition de gauche menée par Salvador Allende, la CIA investit plus de 12 millions de dollars jusqu'en 1973 pour financer les campagnes de la démocratie chrétienne.
En 1970, Radomiro Tomić, dirigeant de l'aile gauche du PDC fut choisi pour représenter le parti lors de l'élection présidentielle afin de défier le candidat du parti national, Jorge Alessandri Rodríguez, favori des sondages. Contre toute attente, dans ce contexte de surenchère idéologique, c'est un troisième homme, Salvador Allende, socialiste, qui, avec 36 % des voix, coiffe au poteau les deux candidats du centre et de la droite. N'ayant pas remporté la majorité absolue des suffrages, c'est au parlement de ratifier la victoire de Allende ou de choisir Alessandri.
Un accord est passé entre le PDC et l'Uniité populaire, comprenant le respect du parlement et des garanties constitutionnelles permettant ainsi à Salvador Allende d'accéder à la présidence.
Quand le discours de gauche marxiste de l’Unité populaire devient une réalité, le PDC prend peur et change d’orientation pour établir un pacte électoral avec le bloc de droite, la Confédération de la démocratie (CODE). D'après des documents de la CIA déclassifiés en 2017, l'agence a entrainé au maniement d'explosifs quelques militants du PDC et a également fourni au parti du matériel radio. L'un des plus hauts dirigeants du PDC appartenait à la CIA.
La DC est néanmoins dépassée par une droite active, radicalisée et déterminée, dans son opposition à Allende. Dans un climat de polarisation extrême, la compétition tripolaire antérieure à l'élection d'Allende devient bipolaire à partir de 1972 ce qui amène à la victoire incontestable de la CODE aux élections de mars 1973 (55 % des suffrages) mais tout aussi incontestablement insuffisante pour pouvoir procéder à la destitution du gouvernement de Salavador Allende. Seule la faction de Tomic continue d'apporter un soutien mesuré à Allende alors que la majorité du parti conduit notamment par Patricio Aylwin, se joint au parti national pour appeler les institutions civiles et militaires à intervenir au nom du respect de la constitution :
Le coup d’État du 11 septembre 1973 par le général Augusto Pinochet reçoit immédiatement l’appui de la CODE.
Le PDC avait espéré « que l’intervention des militaires » soit « brève » et qu’elle soit limitée à revenir sur les réformes entreprises par le gouvernement d’Allende et à « la restauration d’une certaine tranquillité sociale ». Quand « la nature à long terme du régime militaire de Pinochet devient évidente », le PDC modifie son orientation et à partir de 1976 s’établit comme une « opposition démocratique et modérée à la dictature militaire ». Soldant les comptes avec le régime Allende et la dictature de Pinochet, il justifie néanmoins le coup d'État militaire de 1973 par la « situation de chaos » dans lequel était le Chili et dans « sa confiance », trompée, dans les Forces armées pour rétablir la « normalité » et restituer le pouvoir à la « décision démocratique du peuple ». Son programme s'inscrit dorénavant dans une vision humaniste et chrétienne où le PDC se veut "l’apôtre de la tolérance, des droits de la personne, de la démocratie, de la liberté d'expression et du développement économique équitable". Il se proclame opposant de toutes les violences et de toutes les dictatures, réaffirmant non seulement son opposition à la lutte des classes, lui préférant la coopération entre le travail et le capital, mais aussi au libéralisme économique, qui fait passer, selon le PDC, le capital avant le travailleur.
Après avoir appelé les militaires à se retirer du gouvernement, le PDC est néanmoins le seul parti d'opposition légalisé et autorisé à mener campagne lors du plébiscite constitutionnel de 1980. Il est alors dirigé par Eduardo Frei Montalva.
À sa mort, le parti est repris par Patricio Aylwin qui se rapproche des partis de gauche pour former la Coalition des partis pour le non lors du référendum chilien de 1988. À la suite de leur victoire, Aylwin devient le candidat de la coalition (Concertation des partis pour la démocratie) lors des élections présidentielles de 1989. Il est élu dès le premier tour avec 57 % de voix, le PDC devient le premier parti politique chilien et le reste jusqu'en 2005. Si durant cette période, le PDC initie une stratégie d’accords de la Concertación avec la droite, notamment Rénovation nationale, il reste néanmoins ancré dans son alliance institutionnelle avec le PPD-PS. Elle permet d'assurer une stabilité institutionnelle démocratique inconnue au Chili depuis une cinquantaine d'années.
En 1994, Eduardo Frei Ruiz-Tagle succède à Alwyn à la présidence mais en 1999, le candidat du PDC, Andrés Zaldívar, perd les élections primaires au sein de la coalition au bénéfice du socialiste Ricardo Lagos.
En 2005, il soutient la candidature de la socialiste Michelle Bachelet qui se présense au titre de la Concertation des partis pour la démocratie. Aux élections législatives de la même année, le PDC obtient 20,78 % des voix, faisant ainsi élire 20 députés et cinq sénateurs.
Il soutient à nouveau la candidature de Michelle Bachelet lors de l'élection présidentielle chilienne de 2013, qu'elle remporte. Lors des débats concernant la légalisation de l'avortement en cas de viol, la grande majorité des députés démocrates-chrétiens font savoir qu'ils s’opposeront à une telle réforme.
Lors de l'élection présidentielle chilienne de 2017, le Parti démocrate-chrétien réalise le plus mauvais score de son histoire. Sa candidate Carolina Goic n’obtenant que 5,8 % des voix.

## Résultats électoraux

### Élections présidentielles
| Année | Candidat                    | 1er tour                    | 1er tour                    | 1er tour                    | 2d tour                     | 2d tour                     | 2d tour                     |
| Année | Candidat                    | Voix                        | %                           | Rang                        | Voix                        | %                           | Rang                        |
| ----- | --------------------------- | --------------------------- | --------------------------- | --------------------------- | --------------------------- | --------------------------- | --------------------------- |
| 1958  | Eduardo Frei Montalva       | 255 769                     | 20,7                        | 3e                          |                             |                             |                             |
| 1964  | Eduardo Frei Montalva       | 1 409 012                   | 56,1                        | élu                         |                             |                             |                             |
| 1970  | Radomiro Tomić              | 821 801                     | 28,1                        | 3e                          |                             |                             |                             |
| 1989  | Patricio Aylwin             | 3 850 571                   | 55,2                        | élu                         |                             |                             |                             |
| 1993  | Eduardo Frei Ruiz-Tagle     | 4 044 898                   | 58,0                        | élu                         |                             |                             |                             |
| 1999  | soutien à Ricardo Lagos     | soutien à Ricardo Lagos     | soutien à Ricardo Lagos     | soutien à Ricardo Lagos     | soutien à Ricardo Lagos     | soutien à Ricardo Lagos     | soutien à Ricardo Lagos     |
| 2005  | soutien à Michelle Bachelet | soutien à Michelle Bachelet | soutien à Michelle Bachelet | soutien à Michelle Bachelet | soutien à Michelle Bachelet | soutien à Michelle Bachelet | soutien à Michelle Bachelet |
| 2009  | Eduardo Frei Ruiz-Tagle     | 2 065 061                   | 29,6                        | 2e                          | 3 367 790                   | 48,4                        | 2e                          |
| 2013  | soutien à Michelle Bachelet | soutien à Michelle Bachelet | soutien à Michelle Bachelet | soutien à Michelle Bachelet | soutien à Michelle Bachelet | soutien à Michelle Bachelet | soutien à Michelle Bachelet |
| 2017  | Carolina Goic               | 387 784                     | 5,9                         | 5e                          |                             |                             |                             |
| 2021  | Yasna Provoste              | 815 563                     | 11,6                        | 5e                          |                             |                             |                             |

### Élections à la Chambre des députés
| Année | Voix      | %    | Rang | Sièges   |
| ----- | --------- | ---- | ---- | -------- |
| 1961  | 213 468   | 15,4 | 3e   | 23 / 147 |
| 1965  | 995 187   | 42,3 | 1er  | 82 / 147 |
| 1969  | 716 547   | 29,8 | 1er  | 56 / 150 |
| 1973  | 1 073 691 | 28,7 | 1er  | 50 / 150 |
| 1989  | 1 766 347 | 26,0 | 1er  | 38 / 120 |
| 1993  | 1 827 373 | 27,1 | 1er  | 37 / 120 |
| 1997  | 1 331 745 | 23,0 | 1er  | 38 / 120 |
| 2001  | 1 162 210 | 18,9 | 2e   | 23 / 120 |
| 2005  | 1 354 631 | 20,8 | 2e   | 20 / 120 |
| 2009  | 931 789   | 14,2 | 2e   | 19 / 120 |
| 2013  | 965 364   | 15,6 | 2e   | 21 / 120 |
| 2017  | 616 550   | 10,3 | 3e   | 14 / 155 |
| 2021  | 264 985   | 4,2  | 9e   | 8 / 155  |